# 宝町出入口
宝町出入口（たからちょうでいりぐち）は、東京都中央区にある、首都高速道路都心環状線のインターチェンジである。江戸橋JCT方面の出入口のみ設置されているハーフインターチェンジである。

## 連絡する道路
- 八重洲通り
  - 付近に昭和通りがある。

## 周辺
- 京橋
- 八丁堀

### 駅
- 東京駅
- 宝町駅
- 京橋駅
- 八丁堀駅

## 隣
首都高速都心環状線
江戸橋JCT - (11)宝町出入口 - 京橋JCT - (12)京橋出入口